# Halichoanolaimus raritanensis
Halichoanolaimus raritanensis är en rundmaskart som beskrevs av Hasbrouck 1866. Halichoanolaimus raritanensis ingår i släktet Halichoanolaimus och familjen Choniolaimidae. Inga underarter finns listade i Catalogue of Life.